# 安提柯一世
安提柯一世（獨眼），或譯安提哥那一世（ Άντίγονος ό Μονόφθαλμος ，前382年—前301年，於前306年~前301年在位），腓力之子，出身馬其頓厄利苗提斯貴族。在早年時為馬其頓腓力二世的將軍，後來跟隨亞歷山大大帝東征，並被派為大弗里吉亞的總督。亞歷山大逝世後，安提柯成為繼業者戰爭的主要角色，於前306年自行稱王，建立安提柯王朝。他被認為是亞歷山大最強大的繼業者，也是希臘化時代最傑出的軍事統帥之一。

## 早年
安提柯早年留下事迹的很少，他的出身也有争论：虽然埃里亞努斯稱他出身自耕農，但他更可能出身贵族，还有人认为他与阿吉德王室有关。他的生父是厄利苗提斯的腓力，母亲名字不可考。腓力在安提柯青少年时去世，其母改嫁給佩拉的贵族，因而也获得了贵族身份。此外，由于其母改嫁，安提柯还有一个比他年轻至少二十四岁的繼兄弟佩拉的瑪耳緒阿斯。
安提柯的妻子斯特拉托妮可同樣出身貴族，可能具有王室血統。因此安提柯身處馬其頓上層階級，受到良好的希臘文化薰陶，日後他能以精湛的修辭學來發表演講。古羅馬作家普魯塔克提到安提柯與斯特拉托妮可有兩個兒子，長子名為德米特里，他後來成為安提柯的繼承者。然而普魯塔克記載當時還有另一個說法，指德米特里其實是安提柯的養子，真正的生父是安提柯的兄長德米特里。無論如何，安提柯的家庭生活一直很融洽，就算安提柯稱王以後，他與德米特里的關係親密且無比信任，對於其他繼業者的家庭紛爭相比這點讓安提柯相當自豪。
安提柯因為具有貴族身份，很可能被選入腓力二世的夥友圈中，從他和腓力二世其他重要部屬有深刻交情來看，他那個時候已占有一席地位。文獻上關於安提柯在腓力時期的故事幾乎已喪失，從普魯塔克記載中和現代學者推論，安提柯可能跟著腓力圍攻佩林蘇斯（Perinthus），在攻城戰中安提柯失去一眼，但他並沒有因此退下接受治療，反而繼續留在戰場上英勇作戰。

## 亞歷山大時期

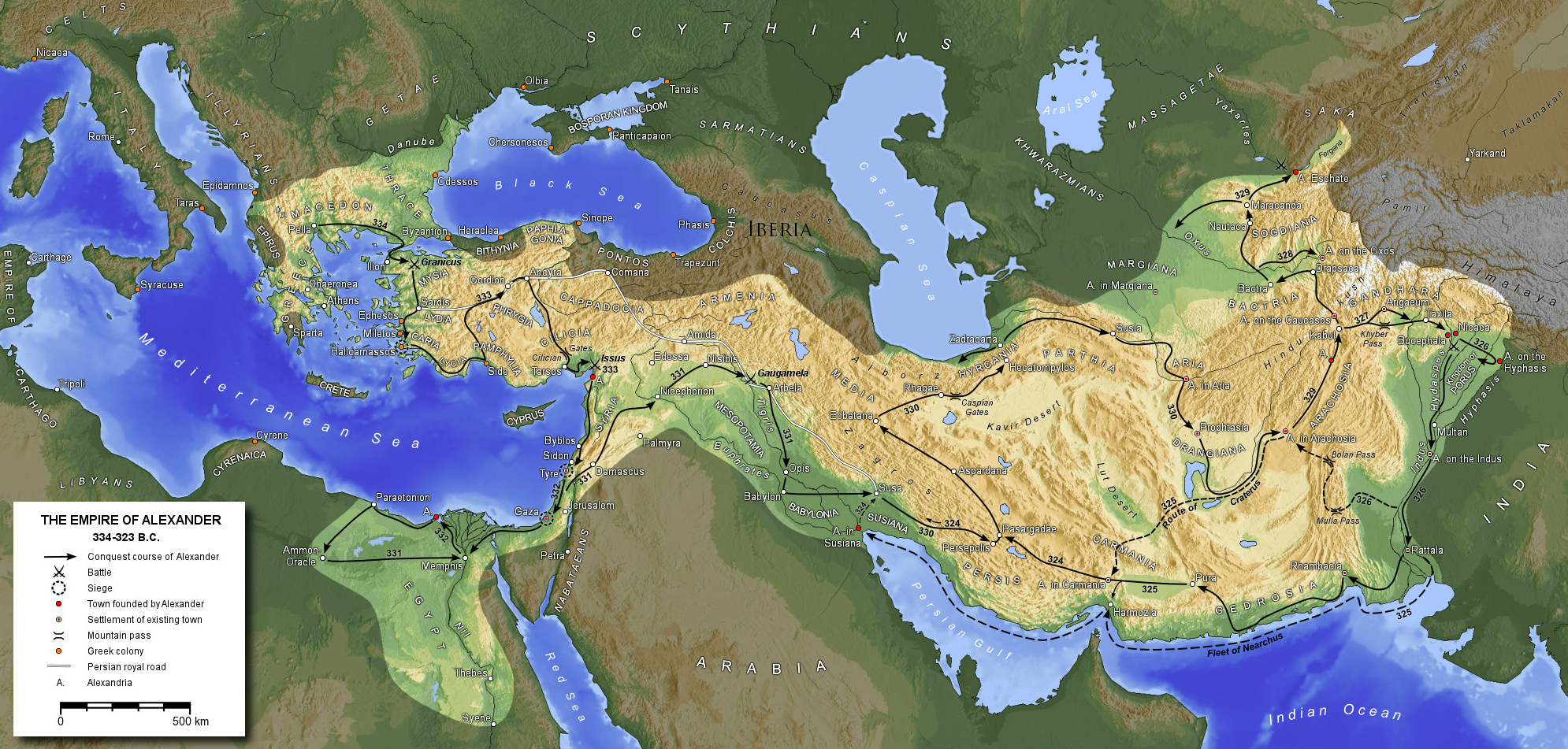
亞歷山大大帝東征和其帝國

亞歷山大大帝即位後，安提柯已步入晚年了。他後來跟隨亞歷山大進攻波斯的小亞細亞，根據西西里的狄奧多羅斯記載，安提柯一開始在亞歷山大遠征軍中是7,000名希臘盟邦步兵的總指揮官，在遠征軍中無疑是重要將領。學者Judeich認為安提柯率領這支軍隊在格拉尼庫斯河戰役中在馬其頓方陣後面組成第二重方陣。
前333年，遠征軍奪下小亞細亞西半部，安提柯被亞歷山大任命為大弗里吉亞總督，主要的任務就是保衛亞歷山大遠征軍的補給線和交通線，以利亞歷山大後來對付波斯阿契美尼德帝國。但因為當時遠征軍只是快速通過弗里吉亞地區，並沒有完全征服該地，當上總督的安提柯手頭上僅僅只有少許部隊，導致維持交通線的任務相當艱難。在亞歷山大於伊蘇斯戰役勝利後，一些殘餘的波斯部隊退入卡帕多細亞，這支殘餘部隊和波斯指揮官門農所率的艦隊後來對亞歷山大的小亞細亞補給線分別發動數次襲擊，企圖阻止亞歷山大繼續進軍。然而安提柯僅以少許的部隊，在三場戰役靠著內線作戰的優勢，分別擊敗人數眾多的卡帕多細亞波斯軍。安提柯不僅抵擋波斯軍的反攻，還肅清境內的敵對力量。相對安提柯的亮眼功績，其他一些小亞細亞總督的表現就差強人意，如赫勒斯滂弗里吉亞總督卡拉斯（Calas）就無力擊敗比提尼亞的世襲統治者巴斯的勢力。甚至奇里乞亞總督巴拉克魯斯還與皮西迪亞人交戰時陣亡。因此當呂基亞龐非利亞總督尼阿卡斯率援軍前往東方支援亞歷山大遠征軍時，亞歷山大就命安提柯兼任該地總督，而這讓安提柯的轄區占了帝國小亞細亞領土中的三分之二。

## 帝國崩裂

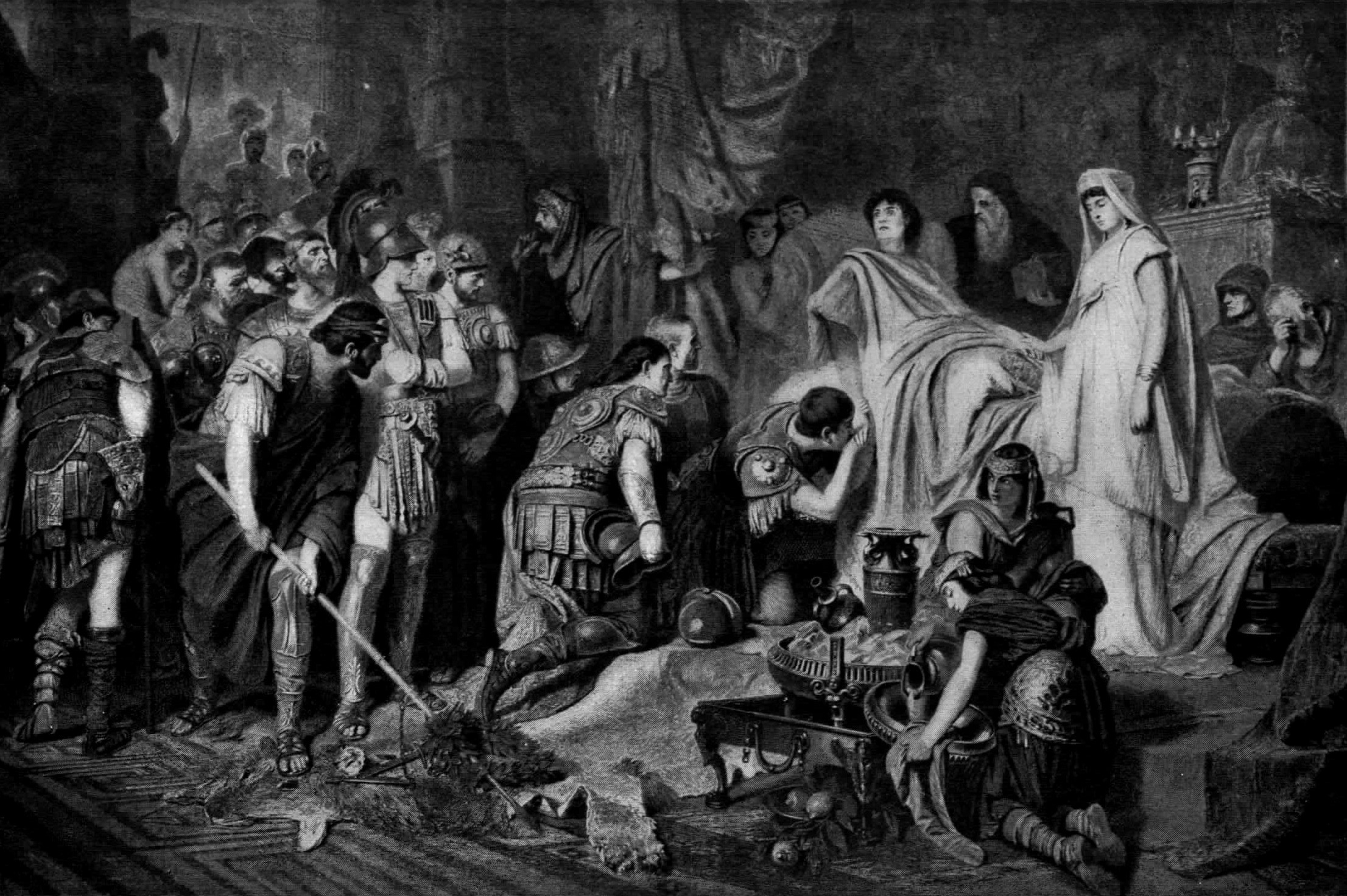
亞歷山大大帝之死。

在前323年亞歷山大逝世後佩爾狄卡斯成為帝國攝政，其他的將軍們則透過巴比倫分封協議瓜分亞歷山大的帝國。一些馬其頓重要高級將領因此得到總督位置，而原來的總督部份獲得留任，安提柯靠著以往的功績和聲望使他繼續擔任大弗里吉亞、龐非利亞、呂基亞總督。又因為安提柯在小亞細亞各總督中實力最為強大，後來佩爾狄卡斯命令安提柯和列昂納托斯幫助歐邁尼斯攻取卡帕多西亞，然而列昂納托隨即趕去希臘參與拉米亞戰爭，而安提柯實力也沒強大到可以單獨打下該地，再加上安提柯認為歐邁尼斯的勢力建立起來，是要來制衡他，因此他最後拒絕服從命令。
氣惱的佩爾狄卡斯認為安提柯此舉根本是挑戰他的權威，他隨即帶著王軍和國王們出發，一來親自取得卡帕多西亞及帕夫拉哥尼亞來獲得戰功，二來威嚇安提柯。當佩爾狄卡斯率軍進入小亞細亞，他命令安提柯親自來見他，要為上次抗命的事來解釋。但安提柯心懷恐懼不敢前往，他悄悄帶著他兒子德米特里一世和一些夥友逃到馬其頓，接受馬其頓歐洲統帥安提帕特和克拉特魯斯庇護。安提柯向安提帕特等人控訴佩爾狄卡斯擅權，最終導致第一次繼業者戰爭。
前320年春，安提帕特和克拉特魯斯率領叛軍主力準備從達達尼爾海峽進犯小亞細亞，而佩爾狄卡斯則命歐邁尼斯為全小亞細亞統帥前去抵禦，當歐邁尼斯把大軍佈署赫勒斯滂防衛海峽時，安提柯率領一小支部隊直接渡過愛琴海從歐邁尼斯軍後方登陸，不僅如此安提柯還策動呂底亞總督米南德加入安提帕特陣營。毫無防備的歐邁尼斯軍不僅後面受敵，用兵神速的安提柯還差點擒獲歐邁尼斯，歐邁尼斯被迫率軍往內陸撤退，使安提帕特主力可以安然渡海，進入小亞細亞。之後，安提柯被派去奪取賽普勒斯。。
很快地，帝國攝政佩爾狄卡斯在埃及被刺身亡，內戰暫時結束。安提帕特當上新任帝國攝政，安提柯也復歸原職，且更受安提帕特信任。安提帕特回馬其頓途中把一部份王軍交給安提柯率領，命他討伐佩爾狄卡斯殘黨歐邁尼斯等人。安提柯發揮他的軍事才華，儘管敵人總人數遠多於他，但他策反歐邁尼斯的騎兵指揮官贏得歐基尼亞戰役勝利，隨後他七天不分日夜強行近500公里突擊另一支阿爾塞塔斯所率的大軍，在克雷托波利斯戰役擊破之，在併吞其二人軍隊部份後，安提柯的實力大大擴充，他繼續追剿歐邁尼斯，把他包圍在諾拉這個小要塞中。

## 稱霸
安提帕特於前319年去世，臨終前他把帝國攝政位置交給老將波利伯孔而不是自己的兒子卡山德，這讓野心勃勃的卡山德心生不滿。而其他繼業者如安提柯、埃及總督托勒密、色雷斯總督利西馬科斯等也不願承認波利伯孔的帝國攝政地位，他們與卡山德結盟對波利伯孔宣戰，再度開啟內戰。為了使自己無後顧之憂，加上安提柯也很欣賞歐邁尼斯的才能，他與歐邁尼斯停戰。隨後，他開始擴張自己的勢力，入侵小亞細亞其他總督的領地。前318年，尼卡諾爾率領安提柯、卡山德陣營聯合艦隊在達達尼爾海峽對上波利伯孔陣營克利圖斯所率的艦隊，這場拜占庭海戰克利圖斯大獲全勝，愛琴海制海權眼看就要拱手讓人，然而當天晚上安提柯決定力挽敗局，他帶著陸軍趁夜渡過海峽，向克利圖斯艦隊下錨營地發動夜襲，沉醉於勝利氣氛下的克利圖斯艦隊促然遭到敵襲，毫無還手之力，就這樣克利圖斯的艦隊就在慌亂中遭到完全摧毀，使這場戰鬥成為西部戰線的轉捩點。

### 勁敵

安提柯和歐邁尼斯的最終決戰伽比埃奈戰役，這場戰役讓安提柯贏得帝國東方的控制權。

在這段期間，歐邁尼斯已逃離諾拉要塞，他不僅發誓效忠王家奧林匹亞絲、波利伯孔這一方，還重新與安提柯敵對。除此之外，得到王家授命的歐邁尼斯更得到精銳銀盾兵團效忠，更有一大筆王家資金可來籌組軍隊和艦隊。得知消息的安提柯，為了防止歐邁尼斯的勢力逐漸再起，在安定好小亞細亞西部戰局後，連忙著率領一支大軍向東前進討伐，準備抄掉歐邁尼斯的新地盤奇里乞亞和腓尼基。歐邁尼斯自認實力尚未能與安提柯抗衡，帶著軍隊全力全速往帝國東部行省撤去，而安提柯率軍尾隨其後。
歐邁尼斯外交手段很成功，他成功運用奧林匹亞絲的授權，來與帝國東部行省的總督們結盟。前317年春，歐邁尼斯橫越巴比倫尼亞，來到蘇錫安那（Susiana）與東部總督們的聯軍會師，而安提柯此時也與其他總督塞琉古、培松聯合，緊跟著來到蘇錫安那。儘管現在歐邁尼斯實力大為增加，但他決定仍繼續往東戰略性後撤，意圖使安提柯延長軍隊補給線。安提柯軍隊在一次渡河中遭到歐邁尼斯軍急襲後，被迫退回休整，在米底亞修整後，安提柯持續往東進軍對付歐邁尼斯，在對峙中雙方相互在計謀上過招，兩軍隨後在帕萊塔西奈戰役進行決戰，戰役中安提柯果斷率領騎兵投入戰場，阻止己方軍隊潰敗，結果此戰沒有並分出決定性勝負。安提柯再度率軍返回米底亞的冬營。
前317年冬，安提柯知道歐邁尼斯軍隊因過冬而散落各處，他打算趁著當地嚴酷冬季，走小路奇襲沒有防備的歐邁尼斯，但可惜中了歐邁尼斯的空營計沒有成功，雙方再度於伽比埃奈戰役展開對決。此戰中，儘管安提柯中央步兵再度被歐邁尼斯方的銀盾兵擊敗，但在騎兵戰中安提柯軍成功擊敗對手，並且奪得歐邁尼斯軍營的錙重，其中包含銀盾兵多年的戰利品。怨怒的銀盾兵決定與安提柯秘密協商，打算背叛歐邁尼斯來換回戰利品，加上歐邁尼斯軍波西斯總督樸塞斯塔斯等早就心懷不滿，也準備背叛歐邁尼斯。結果歐邁尼斯被自己手下出賣，落入安提柯手中，儘管安提柯惋惜對手的才能，還是處死了歐邁尼斯，結束第二次繼業者戰爭。戰後，東方行省總督臣服於安提柯的霸權，使名義上安提柯統轄帝國所有亞洲部份。安提柯除去一些有可能成為新威脅的總督們，如拔除波西斯總督樸塞斯塔斯和米底亞總督培松，巴比倫總督塞琉古因畏懼而流亡。對於其他願意效忠自己的東方總督，安提柯讓他們繼續留任，以這個方針安提柯重新建立帝國東方的秩序。在這個時間點，擁有廣大領土、大筆資金和強大軍隊的安提柯，無疑是亞歷山大大帝繼業者中最強大的。

## 反安提柯聯盟
安提柯對於東方的領土並不是很有興趣，他的眼光仍專注於西方的對手。前316年初，安提柯從東方率軍返回，於奇里乞亞過冬。這時前巴比倫總督塞琉古逃亡到埃及總督托勒密處，塞琉古成功說動托勒密與安提柯敵對，托勒密還派人連絡馬其頓的卡山德、色雷斯的利西馬科斯和卡里亞的阿桑德等組成反安提柯聯盟，主要緣由是安提柯的實力實在過於強大，迫使其他總督們不得不連合來對付他。他們向安提柯下最後通牒，要求安堤科無條件割讓大量土地、交出從東方獲得的財寶、讓塞琉古復位等嚴苛條件，安提柯根本不可能接受，爆發第三次繼業者戰爭。
卡山德派遣部將進攻安提柯卡帕多細亞北部領地，安提柯立即派遣自己的侄子托勒密前去負責小亞細亞戰線，自己則率軍奪取埃及托勒密的地盤腓尼基等地，並派出使者去遊說親托勒密的賽普勒斯諸王倒戈。在安提柯圍攻腓尼基泰爾這段期間，安提柯有鑑於聯盟海軍實力雄厚，他於是在腓尼基、小亞細亞沿岸等地開啟龐大的造艦計畫。之後他把圍攻泰爾城的任務交給其他部將，自己率軍奪取托勒密在加薩以北的敘利亞領地。在圍攻泰爾其間，安提柯還發表泰爾宣言，該宣言指控卡山德殺害奧林匹亞絲、軟禁小國王亞歷山大四世等等諸多反逆行為，同時最重要的安提柯宣布希臘城邦應許擁有自由和自治的權利。
因為沒有強大海軍可以進軍埃及，安提柯與托勒密停戰會議又失敗。安提柯於是率軍轉攻卡里亞的阿桑德，阿桑德的勢力無法抵擋攻勢隨即被消滅，至此安提柯完全掌控整個小亞細亞。接著，安提柯打算把目標轉移到卡山德身上，他派出另一個侄子特勒思弗洛斯率領艦隊和足夠的部隊增援希臘伯羅奔尼撒戰線。另一方面，安提柯也打算趁著利西馬科斯轄下的希臘城邦叛變之時，盡可能讓利西馬科斯陷入困境，但此計策沒有完全起作用。而後，安提柯為了避免多線作戰，他試圖與卡山德停戰，但這次會談同樣沒有結果。
前313年中，為了把卡山德的勢力從希臘逐出，安提柯把他相當倚重的侄子托勒密派往希臘戰線。同時，奪得愛琴海局部制海權的安提柯也打算率大軍渡過達達尼爾海峽進軍馬其頓本土，可惜獨立城邦拜占庭不願捲入這場大戰爭，使得安提柯在歐洲沒有一個前進基地，隨著冬季逐漸接近，安提柯只得先讓大軍過冬等待來年行動。就當安提柯侄子托勒密在希臘本土顯耀戰功，卡山德陷入困頓之刻，無疑是個入侵歐洲的大好時機，然而安提柯這時卻接到留守在敘利亞的自己兒子德米特里被埃及托勒密於加薩戰役慘遭痛擊的消息，導致整個敘利亞岌岌可危。為了救援敘利亞戰線，安提柯只好放棄入侵歐洲的計畫，調轉大軍轉向東方。
當埃及的托勒密聽聞安提柯親自要來對付自己，他連忙把軍隊從腓尼基、巴勒斯坦等地撤回埃及，順便把該區軍事要地城防摧毀。就這樣安提柯輕鬆收復敘利亞。安提柯儘管在戰爭中享有優勢地位，但受限多線戰爭之苦，無法一舉消滅對手。這時卡山德和利西馬科斯主動希望停戰，安提柯便順勢與反安提柯聯盟停戰，結束第三次繼業者戰爭。但停戰的對象獨獨漏了一人，即是塞琉古，他趁著加薩戰役之後奪回巴比倫尼亞。這也是安提柯接受停戰的理由之一，他想要優先處理塞琉古問題。

### 塞琉古崛起
塞琉古趁著安提柯忙於應付托勒密時，不僅領著一小批軍隊拿下巴比倫，前311年夏還以少勝多擊敗安提柯上部行省統帥尼卡諾爾的大軍，安提柯東方行省岌岌可危。這消息大大震動安提柯和鼓動其他繼業者們，安提柯讓德米特里率領一支軍隊進軍巴比倫尼亞，德米特里儘管給予塞琉古不小的損失，但仍無法徹底剷除塞琉古的勢力，前310年春剛停戰托勒密隨即毀約再發動新一波奇里乞亞海上攻勢來牽制安提柯的行動，迫使德米特里回防，使塞琉古得以獲得寶貴時間鞏固據點。對安提柯的壞消息接二連三，前310年希臘，原本是安提柯右手的侄子托勒密反叛自立，他還策動安提柯赫勒斯滂總督特內多斯島的菲尼克司叛變，安提柯被迫派遣另一子腓力率軍討伐，對於此時塞琉古趁著德米特里離開之後，再度奪回巴比倫全城，安提柯根本分身乏術。這局面一直到著德米特里成功擊退埃及托勒密的攻勢後才得以專心對付，安提柯與德米特里再度親自率領主力大軍前去剷除塞琉古，爆發了巴比倫戰爭。這場艱辛的戰爭所知不多，無疑安提柯的軍隊人數占優勢，但奈何不了塞琉古攻擊補給線的騷擾戰術，雙方在城內城外爆發多次衝突也沒有決定性戰果，相比塞琉古的勢力此時還沒有成長到足夠有威脅性，安提柯更擔心西方的卡山德和托勒密的動向，因此安提柯只得在前309年與塞琉古草草談和來結束雙方的衝突。
從第三次繼業者戰爭結束以來，年邁的安提柯似乎忙於鞏固自己的領土、建立新移民城市、防禦其他繼業者的行動。同年，為了重建對抗卡山德的西方希臘戰線，安提柯把亞歷山大大帝私生子海格力斯送到波利伯孔處，讓波利伯孔利用海格力斯為號召來顛覆卡山德的統治正當性。

## 稱王

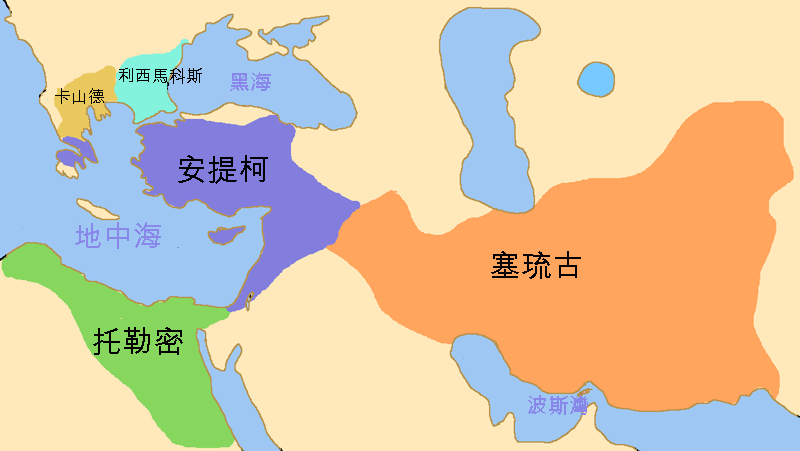
安提柯、托勒密、塞琉古、利西馬科斯及卡山德的王國。

邁進70餘歲的安提柯越來越沒辦法承受嚴苛的軍旅生活，他的健康也日漸惡化，領軍作戰的任務都多交給他的繼承者德米特里。前307年，安提柯計畫重建西方希臘戰線，他派遣兒子德米特里率領大軍和艦隊登陸希臘本土，從卡山德的僭主法勒魯姆的德米特里手中解放了雅典。雅典人為了感謝安提柯和德米特里從僭主手中解放他們，給予父子倆人「救主」（Σωτηρ）的神靈崇拜。
安頓好雅典事務後，隨後安提柯把目標轉移到埃及托勒密的領土上，先前托勒密利用賽普勒斯島作為基地，來肆掠安提柯的沿海城市，為了徹底消除這個威脅，他讓兒子德米特里帶著艦隊和大軍入侵賽普勒斯。前306年，德米特里不僅征服了賽普勒斯，還在薩拉米斯海戰擊敗親自率艦隊來援的托勒密，此戰後托勒密野戰部隊幾乎被削減三分之二，整個托勒密海上艦隊被摧毀，這個驚人的勝利讓安提柯喜不自勝。因為名義上的國王亞歷山大四世早已經被卡山德所謀害，安提柯便依著這場大勝餘威，與兒子雙雙稱王，建立安提柯王朝。
趁著埃及托勒密虛弱不堪之刻，安提柯一世不會放過這個入侵埃及的大好機會，同年秋季，安提柯親自動員將近大軍10萬大軍與兒子德米特里一世一同入侵埃及本土，打算一舉終結托勒密的勢力。但可惜入侵攻勢因氣候及補給而受挫，加上擔負補給重責的德米特里艦隊遭到暴風侵襲，攻勢不得不中止結束，被迫撤回。隔年前305年，安提柯和德米特里考量當時托勒密還很虛弱，塞琉古無法從東方、印度戰事抽身，色雷斯的利西馬科斯忙於壓制蠻族，剩下的卡山德隻身不敢獨力挑戰自己的實力。打算趁著時機要將地中海海軍享負盛名的希臘城邦羅德島納入自己霸權之下，加上托勒密與羅德島關係密切，此舉可斷絕托勒密重建海軍之路。這場由德米特里發起進攻的羅得圍城戰歷時一年的圍城，後終與頑強抵抗的羅德島人妥協和談，合約中羅德島加入安提柯的同盟但保留獨立性，且羅德島不會加入與托勒密的戰爭。

## 走向伊普蘇斯
前303年，卡山德趁著德米特里進攻羅德島之刻再度派兵包圍雅典城，安提柯連忙讓結束圍城戰的德米特里前去馳援。德米特里重新解放許多希臘城市，驅除卡山德駐軍和親卡山德的寡頭政治，還重新組織泛希臘的科林斯同盟，卡山德幾乎失去所有希臘領土。德米特里更把戰爭帶往色薩利地區。憂心重重的卡山德預期最後德米特里會把戰事帶到他的馬其頓本土，他試圖與安提柯談和，但安提柯否決卡山德的條件，要求卡山德完全屈服。絕望的卡山德因此決定邀請其他繼業者再一次成立反安提柯聯盟，來應因安提柯強大的威脅。聯盟方秘密擬定好策略，前302年，利西馬科斯率先發難，他趁著安提柯一世在敘利亞準備新首都安提柯尼亞（Antigonia）慶祝落成大典之刻，渡海入侵小亞細亞，佔領許多要地。卡山德、塞琉古一世、托勒密一世等其他繼業者也如期發動攻勢，卡山德還派遣許多軍隊多次援助入侵小亞細亞的利西馬科斯軍。
當安提柯收到遭到利西馬科斯入侵的消息，立刻放棄安提柯尼亞的慶祝大典，火速招集大軍從敘利亞往小亞細亞進軍，而德米特里也運用他的海上艦隊，封鎖利西馬科斯的退路。利西馬科斯得知安提柯的大軍已經朝他殺來，決定先避開與人數佔優勢的安提柯大軍決戰，採取守勢，直到盟友塞琉古一世來援為止。安提柯深知聯軍打的主意，不僅加大對利西馬科斯軍大營的攻勢，還從希臘色薩利戰線召回德米特里和他的軍隊趕來與自己會合。對於其他繼業者的攻勢，安提柯放出假情報讓托勒密以為利西馬科斯軍已遭到擊敗，企圖騙托勒密退兵回埃及。至於塞琉古，安提柯派遣一支軍隊直取塞琉古根據地巴比倫尼亞，誘使塞琉古分心。

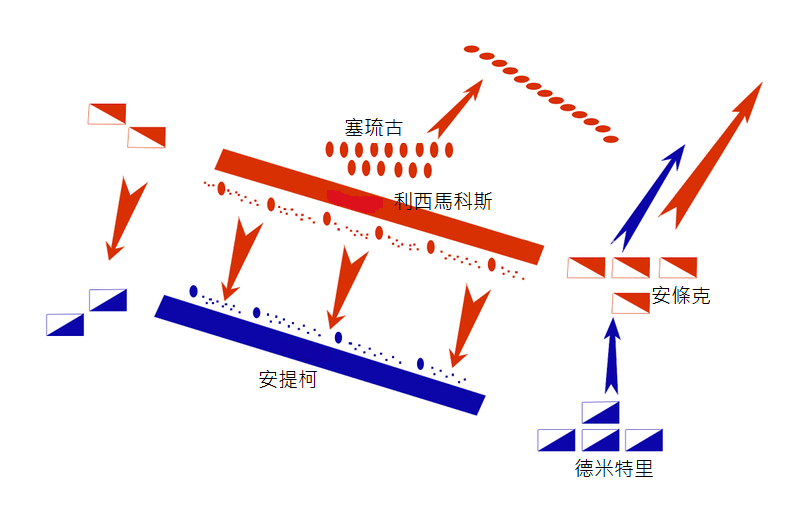
伊普蘇斯戰役兩軍部署與發展。

在小亞細亞的利西馬科斯完全無法抵禦安提柯的攻勢，他巧妙地連夜率兵突破安提柯的包圍圈，退至赫拉克利亞（Heraclea），來保存聯軍的實力。另一方面，安提柯的計策成功一半，托勒密被騙回埃及，但塞琉古完全不理會安提柯的偏軍，他成功橫越亞米尼亞來到小亞細亞，與利西馬科斯合軍。此時已與德米特里軍會合的安提柯軍，與聯軍兵力差距不大。前302年，雙方在伊普蘇斯戰役展開決戰，這場戰役是繼業者戰爭中規模空前絕後，雙方動員的部隊總計16萬以上，共有四個王國參戰、四位國王同時在戰場上。不僅在整個戰爭戰略上，交戰方都決定把各自王國的國運訴諸於這場戰役上，也因此，面對這場繼業者戰爭中規模前所未見的戰役，安提柯已經不像以前傲慢獨斷、自信且不可一世，年邁的他這此小心謹慎，沈思再沈思。根據普魯塔克記載，戰前安提柯如此向神明祈禱：
|  | 安提柯從御帳中出來........，向著上天高舉雙手，懇求神明答應他的請求：獲得勝利，要不然在敗北前光榮戰死 |

### 光榮戰死
本戰安提柯軍隊約70,000步兵、10,000名騎兵和75頭戰象，聯軍計有64,000名步兵、10,500名騎兵、400頭戰象和120輛刀輪戰車。安提柯親自率領中央步兵方陣，騎兵精銳則交給兒子德米特里率領並佈署於右翼。開戰後，德米特里率領右翼騎兵擊敗聯軍安條克所率的左翼騎兵，這讓安提柯軍士氣大振。然而，德米特里並沒有依著錘砧戰術回頭夾擊敵軍中央方陣，而是繼續追擊敵人潰敗的騎兵，當德米特里發覺自己追得太遠之時，聯軍塞琉古300頭戰象已經擋住德米特里的歸途。德米特里無法立刻突破戰象的陣列，也無法短時間迂迴繞過數量龐大的象陣，這使得聯軍的「戰象調動」決定了整場戰役的結果。
因為德米特里所率的騎兵遠去，安提柯軍方陣右方側翼缺乏保護，聯軍塞琉古一世看到這個情況認為機不可失，連忙派出自己的輕裝騎兵和輕裝部隊從側翼和後方威脅安提柯軍的方陣。他們不斷騷擾和驚嚇安提柯的士兵，不僅讓安提柯軍士氣每況愈下，還迫使他們互相分離，已達到各個擊破的戰果。終於安提柯軍方陣因為被前後夾擊而潰敗，安提柯的衛兵看到敵人往國王殺來，連忙提醒安提柯，但年老的安提柯一世仍堅守奮戰不願撤離，他堅信自己的兒子最後會及時返回戰場，逆轉整個戰局。就連衛隊和隨從都已逃離，安提柯仍秉持這個信念，直至自身被射中數個標槍後斃命，光榮戰死於沙場。這場戰役以安提柯戰死畫下句點，聯軍獲得決定性勝利，他強大的王國也隨著安提柯戰死煙飛雲散。
聯軍指揮官們以王家之禮安葬安提柯的遺體，隨後分割了安提柯的王國。安提柯的兒子德米特里一世帶著殘兵和海軍逃往希臘，但發現幾乎所有領土和盟友都背離了他，僅剩少數城市仍效忠於自己，此時的德米特里僅僅只是個有著國王稱號，而沒有領土的海上之王。
安提柯一世可谓亚历山大大帝去世后繼業者中最伟大的军事家。在伊普斯战役决定性的失利之前，他从未在大會戰中被打败过。隨著伊普蘇斯戰役和他的戰死，亞歷山大繼業者中最可能再度統一亞歷山大帝國的人選殞落了，分崩離析成為既成事實。

## 註腳
1. ↑  普魯塔克,《希臘羅馬名人傳:德米特里》 3
2. ↑  Richard A. Billows (1900). Antigonos the One-eyed and the creation of the Hellenistic state. Biography of Antigonos. University of Califonia Press, Ltd, 1900
ISBN 0-520-20880-3 p.15
3. ↑  Billows, Richard A 1990, 第17頁
4. ↑  普魯塔克,《希臘羅馬名人傳:德米特里》 2
5. ↑  普魯塔克,《希臘羅馬名人傳:亞歷山大》 70。
6. ↑  Billows, Richard A 1990, 第29頁
7. ↑  西西里的狄奧多羅斯, 《歷史叢書》, xvii. 17,3-4
8. ↑  Billows, Richard A 1990, 第36頁
9. ↑  Billows, Richard A 1990, 第41頁
10. ↑  Billows, Richard A 1990, 第44頁
11. ↑  Billows, Richard A 1990, 第45頁
12. ↑  Billows, Richard A 1990, 第46頁
13. ↑  Billows, Richard A 1990, 第56頁
14. ↑  Edward Anson 2004, 第66頁
15. ↑  Billows, Richard A 1990, 第58頁
16. ↑  Edward Anson 2004, 第70頁
17. ↑  Billows, Richard A 1990, 第59頁
18. ↑  Billows, Richard A 1990, 第64頁
19. ↑  Edward Anson 2004, 第99頁
20. ↑  Billows, Richard A 1990, 第62頁
21. ↑  Billows, Richard A 1990, 第63頁
22. ↑  Billows, Richard A 1990, 第66頁
23. ↑  Billows, Richard A 1990, 第67頁
24. ↑  Billows, Richard A 1990, 第69頁
25. ↑  Edward Anson 2004, 第128頁
26. ↑  Billows, Richard A 1990, 第78頁
27. ↑  Edward Anson 2004, 第133頁
28. ↑  Edward Anson 2004, 第136頁
29. ↑  Edward Anson 2004, 第143頁
30. ↑  Edward Anson 2004, 第158頁
31. ↑  Edward Anson 2004, 第164頁
32. ↑  Edward Anson 2004, 第170頁
33. ↑  Edward Anson 2004, 第177頁
34. ↑  Edward Anson 2004, 第186頁
35. ↑  Edward Anson 2004, 第188頁
36. ↑  Edward Anson 2004, 第189頁
37. ↑  Grainger 1990, 第43頁
38. ↑  Waterfield, Robin, 2011 第105頁
39. ↑  Waterfield, Robin, 2011 第111頁
40. ↑  Waterfield, Robin, 2011 第112頁
41. ↑  普魯塔克,《希臘羅馬名人傳:德米特里》6
42. ↑  Walter M. Ellis, 2010 第42頁
43. ↑  Grainger 1990, 第79頁
44. ↑  普魯塔克,《希臘羅馬名人傳:德米特里》7
45. ↑  Grainger 1990, 第86頁
46. ↑  Walter M. Ellis, 2010 第44頁
47. ↑  普魯塔克,《希臘羅馬名人傳:德米特里》10
48. ↑  Walter M. Ellis, 2010 第45頁
49. ↑  普魯塔克,《希臘羅馬名人傳:德米特里》18
50. ↑  普魯塔克,《希臘羅馬名人傳:德米特里》19
51. ↑  斯特拉波 15.2.1(9) （页面存档备份，存于）
52. ↑  普魯塔克,《希臘羅馬名人傳:德米特里》22
53. ↑  普魯塔克,《希臘羅馬名人傳:德米特里》25
54. ↑  狄奧多羅斯, 《歷史叢書》, xx. 108
55. ↑  狄奧多羅斯, 《歷史叢書》, xx. 109
56. ↑  狄奧多羅斯, 《歷史叢書》, xx. 113
57. ↑  Helen S Lund, 1992 第74頁
58. ↑  普魯塔克,《希臘羅馬名人傳:德米特里》29
59. ↑  普魯塔克,《希臘羅馬名人傳:德米特里》28
60. ↑  Bennett & Roberts, 2009 第108頁
61. ↑  Bezalel Bar-Kochv, 1976 第107頁
62. ↑  Bezalel Bar-Kochv, 1976 第109頁
63. ↑  Bennett & Roberts, 2009 第113頁